# 石口広宗
石口 広宗（いしぐち ひろむね）は、戦国時代から安土桃山時代にかけての武将。上杉氏の家臣。

## 略歴
元は北条高広の家臣。天正6年（1578年）の御館の乱では北条城に籠城して奮戦したが、天正9年（1582年）3月に降伏し、以後上杉景勝に仕えた。
その後景勝に越中国魚津城に送られる。魚津城の戦いの際には守将として奮戦したが、織田信長の家臣・柴田勝家に攻められ、天正10年（1582年）6月3日に弟内匠、兵部、大膳と共に自刃した。